# 防止戰爭和武裝衝突糟蹋環境國際日
防止戰爭和武裝衝突糟蹋環境國際日（英語：International Day for Preventing the Exploitation of the Environment in War and Armed Conflict）是於每年11月6日舉行的國際日。2001年11月5日，聯合國大會在科菲·安南擔任秘書長期間設立了防止戰爭和武裝衝突糟蹋環境國際日。
對於該紀念活動，潘基文秘書長後來寫道：「我們必須利用我們掌握的所有工具，從對話和調解到預防性外交，使不可持續的自然資源開採不至於助長和資助武裝衝突，破壞脆弱的和平基礎。」

## 外部連結
- Official UN IDPEEWAC website （页面存档备份，存于）